# Bass Pro Shops Night Race
De Bass Pro Shops Night Race is een race uit de NASCAR Cup Series. De race wordt in het najaar gehouden op de Bristol Motor Speedway in Bristol over een afstand van 267 mijl of 430 km. De eerste editie werd gehouden in 1961 en gewonnen door Jack Smith. In 1978 werd de eerste nachtrace gehouden uit de geschiedenis van de NASCAR. In het voorjaar wordt op hetzelfde circuit de Food City 500 gehouden.

## Namen van de race
- Volunteer 500 (1961 - 1975)
- Volunteer 400 (1976 - 1977)
- Volunteer 500 (1978 - 1979)
- Busch Volunteer 500 (1980)
- Busch 500 (1981 - 1990)
- Bud 500 (1991 - 1993)
- Goody's 500 (1994 - 1995)
- Goody's Headache Powder 500 (1996 - 1999)
- goracing.com 500 (2000)
- Sharpie 500 (2001 - 2009)
- Irwin Tools Night Race (2010 -)

## Winnaars
| Jaar                        | Winnaar            | Auto          |
| Volunteer 500               | Volunteer 500      | Volunteer 500 |
| --------------------------- | ------------------ | ------------- |
| 1961                        | Jack Smith         | Pontiac       |
| 1962                        | Bobby Johns        | Pontiac       |
| 1963                        | Fred Lorenzen      | Ford          |
| 1964                        | Fred Lorenzen      | Ford          |
| 1965                        | Ned Jarrett        | Ford          |
| 1966                        | Paul Goldsmith     | Plymouth      |
| 1967                        | Richard Petty      | Plymouth      |
| 1968                        | David Pearson      | Ford          |
| 1969                        | David Pearson      | Ford          |
| 1970                        | Bobby Allison      | Dodge         |
| 1971                        | Charlie Glotzbach  | Chevrolet     |
| 1972                        | Bobby Allison      | Chevrolet     |
| 1973                        | Benny Parsons      | Chevrolet     |
| 1974                        | Cale Yarborough    | Chevrolet     |
| 1975                        | Richard Petty      | Dodge         |
| Volunteer 400               |                    |               |
| 1976                        | Cale Yarborough    | Chevrolet     |
| 1977                        | Cale Yarborough    | Chevrolet     |
| Volunteer 500               |                    |               |
| 1978                        | Cale Yarborough    | Oldsmobile    |
| 1979                        | Darrell Waltrip    | Chevrolet     |
| Busch Volunteer 500         |                    |               |
| 1980                        | Cale Yarborough    | Chevrolet     |
| Busch 500                   |                    |               |
| 1981                        | Darrell Waltrip    | Buick         |
| 1982                        | Darrell Waltrip    | Buick         |
| 1983                        | Darrell Waltrip    | Buick         |
| 1984                        | Terry Labonte      | Chevrolet     |
| 1985                        | Dale Earnhardt     | Chevrolet     |
| 1986                        | Darrell Waltrip    | Chevrolet     |
| 1987                        | Dale Earnhardt     | Chevrolet     |
| 1988                        | Dale Earnhardt     | Chevrolet     |
| 1989                        | Darrell Waltrip    | Chevrolet     |
| 1990                        | Ernie Irvan        | Chevrolet     |
| Bud 500                     |                    |               |
| 1991                        | Alan Kulwicki      | Ford          |
| 1992                        | Darrell Waltrip    | Chevrolet     |
| 1993                        | Mark Martin        | Ford          |
| Goody's 500                 |                    |               |
| 1994                        | Rusty Wallace      | Ford          |
| 1995                        | Terry Labonte      | Chevrolet     |
| Goody's Headache Powder 500 |                    |               |
| 1996                        | Rusty Wallace      | Ford          |
| 1997                        | Dale Jarrett       | Ford          |
| 1998                        | Mark Martin        | Ford          |
| 1999                        | Dale Earnhardt     | Chevrolet     |
| goracing.com 500            |                    |               |
| 2000                        | Rusty Wallace      | Ford          |
| Sharpie 500                 |                    |               |
| 2001                        | Tony Stewart       | Pontiac       |
| 2002                        | Jeff Gordon        | Chevrolet     |
| 2003                        | Kurt Busch         | Ford          |
| 2004                        | Dale Earnhardt jr. | Chevrolet     |
| 2005                        | Matt Kenseth       | Ford          |
| 2006                        | Matt Kenseth       | Ford          |
| 2007                        | Carl Edwards       | Ford          |
| 2008                        | Carl Edwards       | Ford          |
| 2009                        | Kyle Busch         | Toyota        |
| Irwin Tools Night Race      |                    |               |
| 2010                        | Kyle Busch         | Toyota        |
| 2011                        | Brad Keselowski    | Dodge         |
| 2012                        | Denny Hamlin       | Toyota        |
| 2013                        | Matt Kenseth       | Toyota        |

Huidige races:
Can-Am Duel ·
Daytona 500 ·
Subway Fresh Fit 500 ·
Kobalt Tools 400 ·
Food City 500 ·
Auto Club 400 ·
STP Gas Booster 500 ·
NRA 500 ·
Aaron's 499 ·
Toyota Owners 400 ·
Bojangles' Southern 500 ·
FedEx 400 ·
Coca-Cola 600 ·
STP 400 ·
Pocono 400 ·
Quicken Loans 400 ·
Toyota/Save Mart 350 ·
Coke Zero 400 ·
Quaker State 400 ·
Camping World RV Sales 301 ·
Brickyard 400 ·
Gobowling.com 400 ·
Cheez-It 355 at The Glen ·
Pure Michigan 400 ·
Irwin Tools Night Race ·
AdvoCare 500 (Atlanta Motor Speedway) ·
Federated Auto Parts 400 ·
Geico 400 ·
Sylvania 300 ·
AAA 400 ·
Hollywood Casino 400 ·
Bank of America 500 ·
Camping World RV Sales 500 ·
Goody's Headache Relief Shot 500 ·
AAA Texas 500 ·
AdvoCare 500 (Phoenix International Raceway) ·
Ford EcoBoost 400

Voormalige races:

Buddy Shuman 276 ·
Budweiser 400 ·
Budweiser NASCAR 400 ·
Columbia 200 ·
Coors 420 ·
First Union 400 ·
Greenville 200 ·
Hickory 276 ·
Kobalt Tools 500 (Atlanta Motor Speedway) ·
Los Angeles Times 500 ·
Mountain Dew Southern 500 ·
Northern 300 ·
Pepsi 420 ·
Pepsi Max 400 ·
Pickens 200 ·
Pop Secret Microwave Popcorn 400 ·
Sandlapper 200 ·
Subway 400 ·
Tyson Holly Farms 400 ·
Winston Western 500